# Ann-Sofie Johansson (handbollsspelare)
Ann-Sofie Johansson är en svensk tidigare landslagsspelare i handboll.

## Klubbkarriär
Ann-Sofie Johansson börjar spela i IF Helltons  A-lag 1977, då hon dyker upp som målgörare i matchreferaten. På hösten 1984 började Johansson spela för IK Heim Hon spelade kvar i Heim under sin landslagskarriär men från hösten 1988 börjar hon spela för KvIK Sport. Så hon spelar sina sista landskamper då hon representerar KvIK Sport vilket inte anges i varken den nya eller den gamla statistiken. Det är oklar hur länge hon spelar i Sport men i alla fall till våren 1991 troligen längre.

## Landslagskarriär
Johansson spelade i Sveriges ungdomslandslag men bara en match 1979 enligt den nya statistiken. Detta stämmer dåligt med en artikel i GP 1978, som ju visar att hon spelat i juniorlandslaget redan 1978. En möjlig förklaring är att hon varit uttagen på landslagsläger men inte spelat i mer än en landskamp.
Enligt den gamla statistiken spelade Johansson 60 landskamper medan den ny anger 62 landskamper båda från 1980 till 1988. Hon debuterade den 9 september i Kalix mot Norge. Sverige förlorade hennes debut med 13-15 och Ann-Sofie Johansson blev mållös i matchen. Sista landskampen spelade hon i B-VM 1988 mot Frankrike och Sverige vann med uddamålet 19-18 och även i sista matchen blev Ann-Sofie Johansson mållös. Totalt gjorde hon 45 mål på 62 landskamper enligt nya statistiken.